# Большое Веретье
Большое Веретье — деревня в Осташковском городском округе Тверской области.

## География
Находится в западной части Тверской области на расстоянии приблизительно 25 км на север-северо-восток по прямой от города Осташков.

## История
Деревня была показана ещё на карте 1825 года. В 1859 году здесь (деревня Осташковского уезда) было учтено 38 дворов, в 1941 — 83. До 2017 года входила в Мошенское сельское поселение Осташковского района до их упразднения.

## Население
Численность населения: 303 человека (1859 год), 24 (русские 100 %) 2002 году, 21 в 2010.